# Berlinski glavni kolodvor
Berlinski glavni kolodvor (Berlin Hauptbahnhof) sagrađen je kao središnji željeznički kolodvor Berlina u samom središtu grada, na mjestu nekadašnjeg kolodvora Lehrter (Lehrter Bahnhof). Nalazi se u neposrednoj blizini Reichstaga, kancelarskog ureda i kompleksa novih vladinih zgrada, duž nekadašnjeg Berlinskog zida.
Otvoren je i pušten u promet dana 28. svibnja 2006. svečanom ceremonijom uz nazočnost njemačke kancelarke Angele Merkel i berlinskog gradonačelnika Klausa Wowereita. 
Novi berlinski Glavni kolodvor sagrađen je prema projektu njemačkog arhitekta Meinharda von Gerkena i ubraja se u najveće, najljepše, ali i najskuplje željezničke kolodvore na svijetu. Njegova izgradnja stajala je oko 700 milijuna eura, ne računajući infrastrukturu, tunel za cestu i povezivanje s podzemnom željeznicom.
Peterokatni čelični kolodvor s prozirnim krovom od 9117 staklenih ploča zamišljen je već u ranim danima njemačkog ujedinjenja, a planiran je za svakodnevno prometovanje 1100 vlakova i 240.000 putnika. Kolodvorom prolazi šest tračničkih linija koje povezuju istok i zapad, a 15 metara ispod zemlje prolazi osam linija sjever i jug. Čak 43 staklenih dizala i 54 pokretne trake putnike vode u shopping centar u kojem se, na tri razine, nalazi više od 80 trgovina, restorana i ugostiteljskih objekata s oko 900 zaposlenika.

## Povijest

### KolodovorLehrter(1868. – 1882.)
Željeznička pruga Lehrter duga 239 km građena je od 1868. – 1871. te je njome Berlin povezan s Hannoverom. Nazvana je po mjestu Lehrte koje je bilo prvo željezničko čvorište na hannoverskom području. ''Lehrter Bahnhof'' sagrađen je u neposrednoj blizini već postojećeg kolodvora Hamburger Bahnhof i to prema nacrtima arhitekata Alfreda Lenta, Bertolda Scholza i Gottlieba Henrija Lapierrea na obali rijeke Spree, direktno u Humboldtovoj luci.
U suprotnosti s dotadašnjom praksom izgradnje kolodvorskih zgrada, uglavnom od opeka, ovom je kolodvoru bio namijenjen reprezentativni izgled i stil francuske neorenesanse. Upravo zbog njegove raskošne arhitekture ovaj se kolodvor nazivao "dvorcem među kolodvorima". Posebno bogato ukrašeno bilo je glavno pročelje kolodvora na zapadnoj strani.
Jednobrodna kolodvorska hala bila je duga 188 i široka 38 m te prekrivena čeličnim bačvastim svodom. U smjeru zapada i istoka protezalo se po jedno dugačko krilo zgrade, a kako je u to vrijeme bilo uobičajeno, kolodvor je bio funkcionalno podijeljen na dolaznu platformu na zapadnoj i odlaznu na istočnoj strani. Izvorno je imao pet kolosijeka, od kojih su četiri završavala s peronima, a peti je isključivo služio kao okretište lokomotiva. Jedan je kolosijek oko 1900. godine uklonjen radi proširenja središnjeg perona.
Naziv Lehrter Bahnhof bio je u uporabi do otvorenja novog berlinskog Glavnog kolodvora u svibnju 2006. godine.

### Lehrter Stadtbahnhof(1882. – 2002.)
Dana 15. svibnja 1882. puštena je u promet tzv. Berlinska gradska željeznica, koja je četirima prugama povezivala gradske četvrti u smjeru istok-zapad i služila za promet ljudi i robe. Gradska željeznica povezivala je Charlottenburg, Lehrter Bahnhof i Istočni kolodvor sa središtem grada. Izravno na sjevernom kraju hale kolodvora Lehrter sagrađena je stanica Lehrter Stadtbahnhof, a povećan je i kapacitet kolodvora. Dana 15. listopada 1884. s ovog je kolodvora krenuo i željeznički promet prema Hamburgu, sjeverozapadu Njemačke i Skandinaviji, koji se dotad odvijao s 300 m udaljenog kolodvora Hamburger Bahnhof. 
Lehrter Bahnhof je bio poznat i po brzini željezničkog prometa. Već 1872. ovom su prugom vlakovi vozili brzinom od 90 km/h. Od 19. prosinca 1932. prometovao je i poznati vlak "Fliegender Hamburger", koji je s kolodvora Lehrter prema Hamburgu vozio brzinom do tada nevjerojatnih 160 km/h. Zbog razvoja željezničkog prometa Lehrter Bahnhof je doživio i nekoliko pregradnji i modernizacija, posebice 1912. i 1929. godine.
U Drugom svjetskom ratu kolodvor je teško oštećen. Nakon rata kolodvor je obnovljen tek toliko da bi omogućio nesmetano odvijanje prometa. Dana 28. kolovoza 1951. krenuo je zadnji vlak prema Wustermarku i Nauenu. Uklanjanje ruševina započelo je dana 9. srpnja 1957., a 22. travnja 1958. minirano je glavno pročelje. Radovi na obnovi bili su vrlo teški i protegli su se do ljeta 1959.
U poratno doba ovaj je kolodvor izgubio na svojoj važnosti budući je bio i zadnji kolodvor u Zapadnom Berlinu. Sljedeći kolodvor, Berlin Friedrichstraße, nalazio se već u sovjetskom sektoru. Nakon izgradnje Berlinskog zida 1961. našao se u njegovoj neposrednoj blizini i time potpuno izgubio na značenju.
Kao spomenik kulture Lehrter Stadtbahnhof, i dalje sačuvan u izvornom obliku, saniran je 1987. godine za 750. obljetnicu grada Berlina. 
Ljeta 2002. Lehrter Stadtbahnhof srušen je radi početka izgradnje novog berlinskog Glavnog kolodvora.

### Pregradnja u berlinski Glavni kolodvor (2002. – 2006.)
Već nakon ujedinjenja 1989. berlinski Senat započeo je s planiranjem novog prometnog koncepta Berlina, a na mjestu kolodvora Lehrter Stadtbahnhof predviđeno je novo, suvremeno čvorište s priključkom na berlinsku gradsku (S-Bahn) i podzemnu (U-Bahn) željeznicu. U lipnju 1992. Vlada Savezne Republike Njemačke donijela je odluku o izgradnji novog Glavnog kolodvora na mjestu starog gradskog kolodvora Lehrter (Lehrter Stadtbahnhof). Godine 1993. raspisan je natječaj za projekt Lehrter Bahnhof, na kojem je izabran hamburški arhitektonski ured "Gerkan, Marg und Partner".
Izgradnja berlinskog Glavnog kolodvora uslijedila je u nekoliko faza. Godine 1995. započeta je gradnja Tunela Tiergarten, koji je dovršen 2005. s posljednjim radovima ispod kolodvora Lehrter. Tunel se sastoji od četiriju cijevi za međugradski i regionalni promet, dviju cijevi za podzemnu željeznicu (U55), te od jednog cestovnog tunela, koji se prozračuje preko 60-metarskog tornja sagrađenog 2004. godine. Pri gradnji tunela preusmjeren je i tijek rijeke Spree, a prodiranje vode u tunele prouzročilo je jednogodišnje kašnjenje u izgradnji.
Godine 2001. započeta je izgradnja mostova za novi pravac gradske željeznice, a 2002. počeli su radovi na izgradnji krova. Postavljanje čelično-staklene konstrukcije krova bio je posebno težak zadatak, a tijekom izvođenja radova staklena površina krova smanjena je za 100 m.
Godine 2003. završeni su mostovi i glavna hala, čime je mogao biti uspostavljen promet preko novog prometnog pravca. Srušen je i stari Lehrter Stadtbahnhof koji je stajao točno pred gradilištem novog kolodvora.

### Otvorenje
Dana 26. svibnja 2006. Glavni kolodvor svečano je otvorila kancelarka Angela Merkel, koja je na svečanost stigla posebnim vlakom iz Leipziga zajedno s ministrom prometa Wolfgangom Tiefenseeom. Za otvorenje je priređen spektakl pod nazivom "Simfonija svjetla", a 27. svibnja je održano nekoliko koncerata i različitih priredbi i na drugim novim kolodvorima Gesundbrunnen, Potsdamer Platz i Berlin Südkreuz. Međugradski i regionalni promet preko novog Glavnog kolodvora službeno je započeo dana 28. svibnja.

## Arhitektura i konstrukcija
Promet se odvija na pet razina: glavne platforme su dva kolosijeka gradske željeznice na mostovima, 10 m višim od razine ulica, kao i četiri kolosijeka koja se protežu 15 m ispod površine. Peroni u priključenom tunelu Tiergarten vode ispod rijeke Spree u smjeru juga i potom prolazeći pored Reichstaga završavaju na južnom rubu Potsdamer Platza. U pravcu sjevera podzemno su povezani sa sjevernim prometnim prstenom. Predviđena je i stanica podzemne željeznice U-55 (tzv. kancelarska podzemna željeznica).
Mostovi gradske željeznice ne rasterećuju samo prostor Glavnog kolodvora, već i obližnju Humboldtovu luku, a dugi su 450 m. Savijeni su u tlocrtu prateći smjer linija gradske željeznice i šire se s četiri na šest platformi, kao i dodatni kolosijeci širine od 39-66 m. Ovi mostovi protežu se nad riječnom lukom na stupovima od 60 m. Konstrukcija im se sastoji od luka s čeličnim cijevima i vijencem betonske grede. Spojevi čeličnih cijevi po prvi su put na svijetu izliveni u čeliku.
Glavna hala duga je 321 m i proteže se u smjeru zapad-istok. Zatvara je savijena, mješinasta staklena konstrukcija bez potpornja, u koju su integrirane solarne ćelije. Hala je široka od 56-68 m, a visina joj iznosi 17 m. Sastoji se od tri dijela od kojih je zapadni dugačak 172, a istočni 107 m. Između njih je 42 m široki i 210 m dugački sjeverno-južni savijeni krov bačvastog svoda. Sjeverno-južni krov ovješen je na dva tornja, koji nadvisuju glavnu halu.

### Izmjene projekta
Krov Glavnog kolodvora skraćen je s predviđenih 430 m dužine i to za oko 90 m sa zapadne strane i 20 m s istočne. Razlog tome bila je nužnost dovršetka izgradnje i otvorenja prije početka Svjetskog prvenstva u nogometu 2006. Drugi razlog leži i u potrebi smanjenja troškova izgradnje koja se procjenjuje na 700 milijuna eura.

## Popis prometnih linija

### Međugradski promet
ICE-linije:
- (Kiel–) Hamburg–Berlin–Leipzig–Nürnberg–München
- Berlin–Hannover–Köln (–Bonn–Trier)
- Berlin–Frankfurt na Majni–Mannheim (–Basel)
- Berlin–Frankfurt na Majni–Stuttgart–München (–Innsbruck)
- Berlin–Frankfurt na Majni

IC-linije:
- (Westerland ili Århus–) Hamburg–Berlin–Prag (–Beč–Bratislava–Budimpešta)
- Stralsund–Berlin–Erfurt–Düsseldorf (–Köln)
- Berlin–Halle (Saale)–Nürnberg–München
- (Szczecin–) Berlin–Hannover–Amsterdam ili Münster
- (Cottbus–Berlin–) Magdeburg–Hannover–Norddeich Mole

EuroCity-linije:
- Berlin–Varšava
- Hamburg–Berlin–Cottbus–Krakow

### Regionalni promet
Berlin Glavni kolodvor je jedino čvorište gdje se susreću sve RE-RegionalExpress-linije (osim RE6), koje povezuju najveći dio pokrajine Brandenburg i dijelove pokrajine Mecklenburg-Vorpommern:
- RE1: (Magdeburg–) Brandenburg (Havel)–Frankfurt na Odri (–Eisenhüttenstadt)
- RE2: Rathenow–Cottbus
- RE3: Schwedt na Odri odn. Stralsund–Elsterwerda odn. Senftenberg
- RE4: (Wismar–) Wittenberge–Jüterbog
- RE5: Stralsund odn. Rostock–Lutherstadt Wittenberg
- RE7: Dessau–Wünsdorf

## Vanjske poveznice
- Berlin Hauptbahnhof (njem.)
- Veliki berlinski projekti (njem.)